# Karolína Světlá

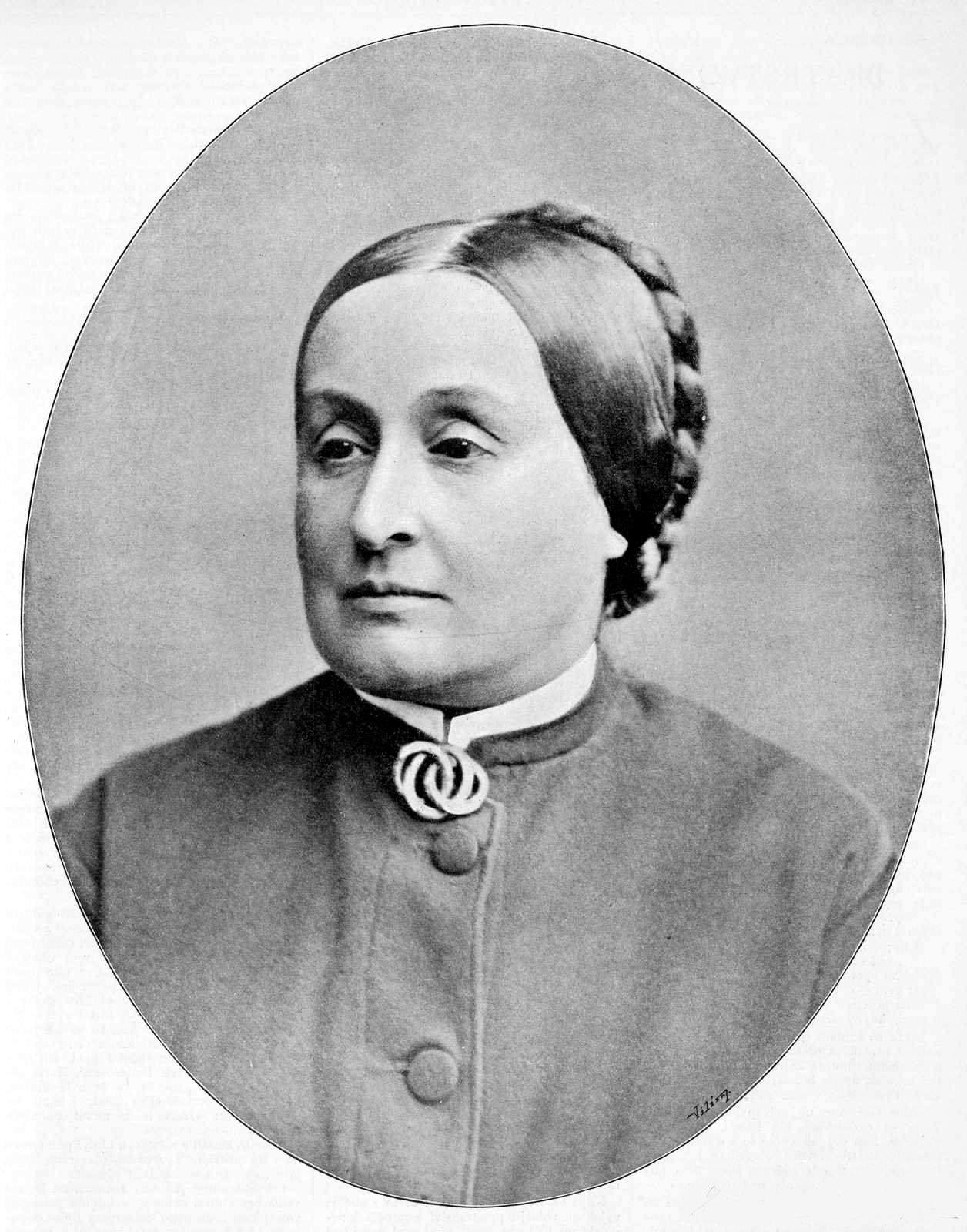
Karolina Světlá

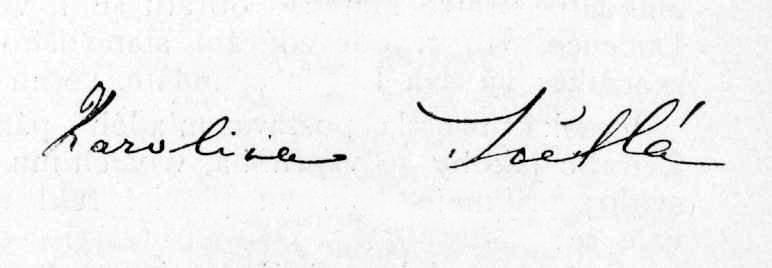
Unterschrift

Karolína Světlá (* 24. Februar 1830 in Prag; † 7. September 1899 ebenda; eigentlicher Name Johanna Rottová, verheiratete Mužáková) war eine tschechische Schriftstellerin, die unter dem Pseudonym Karolína Světlá publizierte. Sie war Mitglied der Autorengruppe Májovci und hat als Begründerin des tschechischsprachigen Romanes im 19. Jahrhundert literarhistorische Bedeutung. Ihr Leben und Werk wurden von ihren Freundschaften u. a. mit Jan Neruda, Božena Němcová und George Sand beeinflusst.

## Leben
Johanna Rottová hatte eine Schwester, die Schriftstellerin und Übersetzerin Sofie Podlipská (geb. Rottová, * 15. Mai 1833 in Prag, + 17. Dezember 1897 ebenda), sie hatten einen Bruder, Jindřich Rott (1837–1906).
Mit der bekannten Prager Eisenwarenhändlerfamilie V. J. Rott verbindet sie der gemeinsame Urgroßvater Jakub Rott (1718–1779), Vater von insgesamt siebzehn Kindern (acht aus der ersten, neun aus der zweiten Ehe). Aus Jakubs zweiter Ehe mit Alžběta (geborene Lorenzová; † 1784) stammte der Großvater der drei Geschwister, Eustach Antonín Rott (1768–??).
Johanna Rottová hatte, wie alle Mitglieder der verzweigten Familie Rott, eine umfassende Allgemeinbildung, außer Deutsch und Tschechisch sprach sie auch Französisch. Sie schloss sich in jungen Jahren der tschechischen Nationalbewegung an. Im Jahre 1852 heiratete sie ihren Klavierlehrer, den späteren Realschul-Professor Petr Mužák, der sie in die Künstlerkreise der tschechischen Gesellschaft einführte, wo sie mit Božena Němcová bekannt wurde.
Ihr literarisches Schaffen begann Ende der 1850er Jahre, als sie eine durch den Tod ihres einzigen Kindes, der Tochter Boženka (* 1853), verursachte Lebenskrise überstand. Der Geburtsort ihres Mannes Světlá pod Ještědem diente als Inspiration für ihr Pseudonym, und das Leben im Jeschkengebirge, wohin sie im Sommer fuhr, für ihr Schaffen.

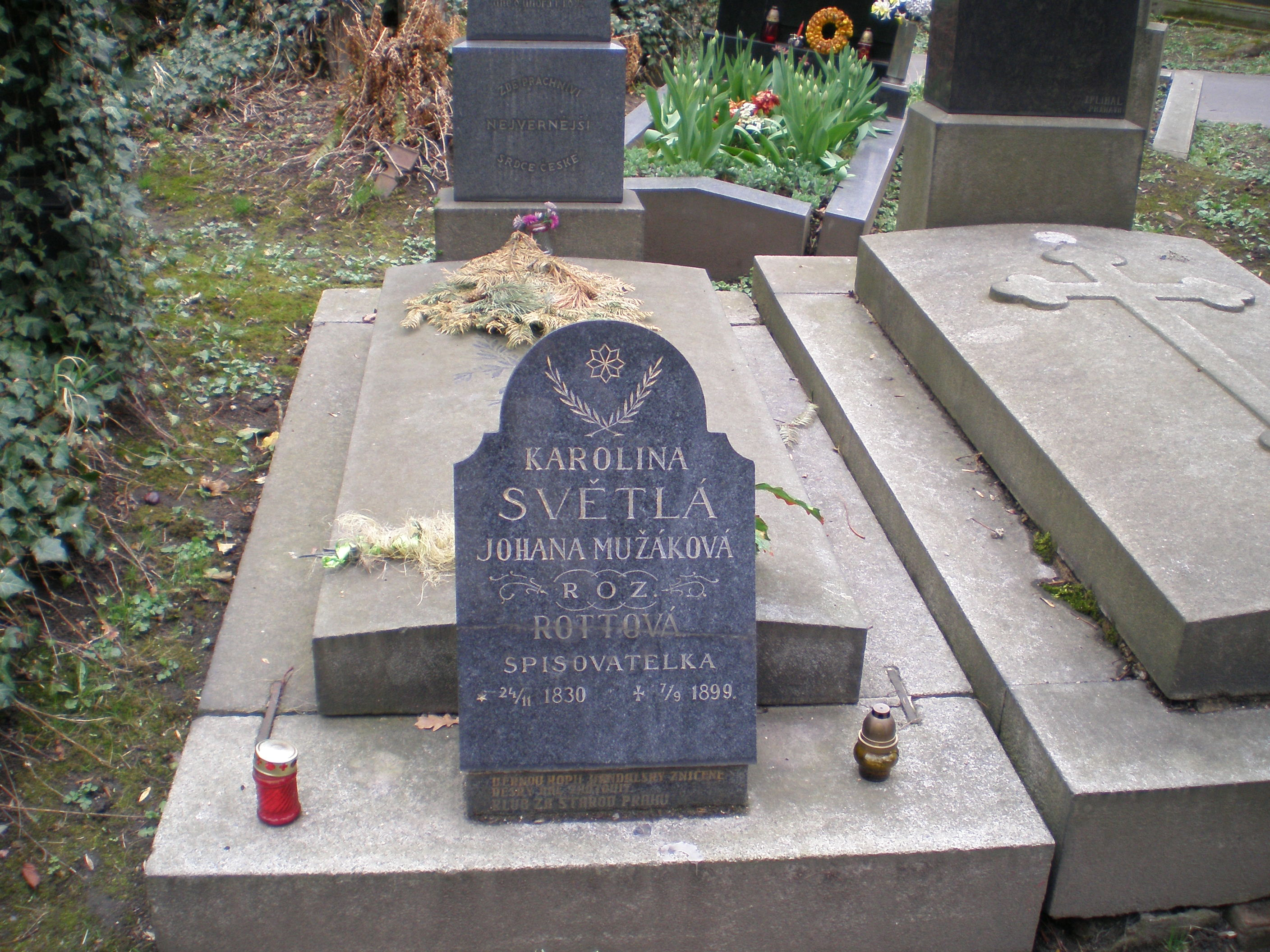
Světlás Grab in Prag

Ab 1878 litt sie unter einer Augenerkrankung und musste ihre Arbeit diktieren. Ihre Sekretärin und Gesellschafterin war ihre Nichte Anežka Čermáková-Sluková.
Karolina Světlá war Mitglied einiger emanzipierter Kreise. 1871 gründete sie die Gesellschaft Ženský výrobní spolek český, die sie dann auch einige Jahre leitete; der Zweck dieser Vereinigung war die Unterstützung von Mädchen aus armen Familien durch Ausbildung und Arbeit. Außerdem war sie Mitbegründerin des Americký klub dam.
Sie war auch Redakteurin, ihr Hauptthema war die Stellung der Frau in der Gesellschaft. Ihre Erzählung „Hubicka“ diente Bedřich Smetana als Vorlage für die gleichnamige Oper.

## Werk

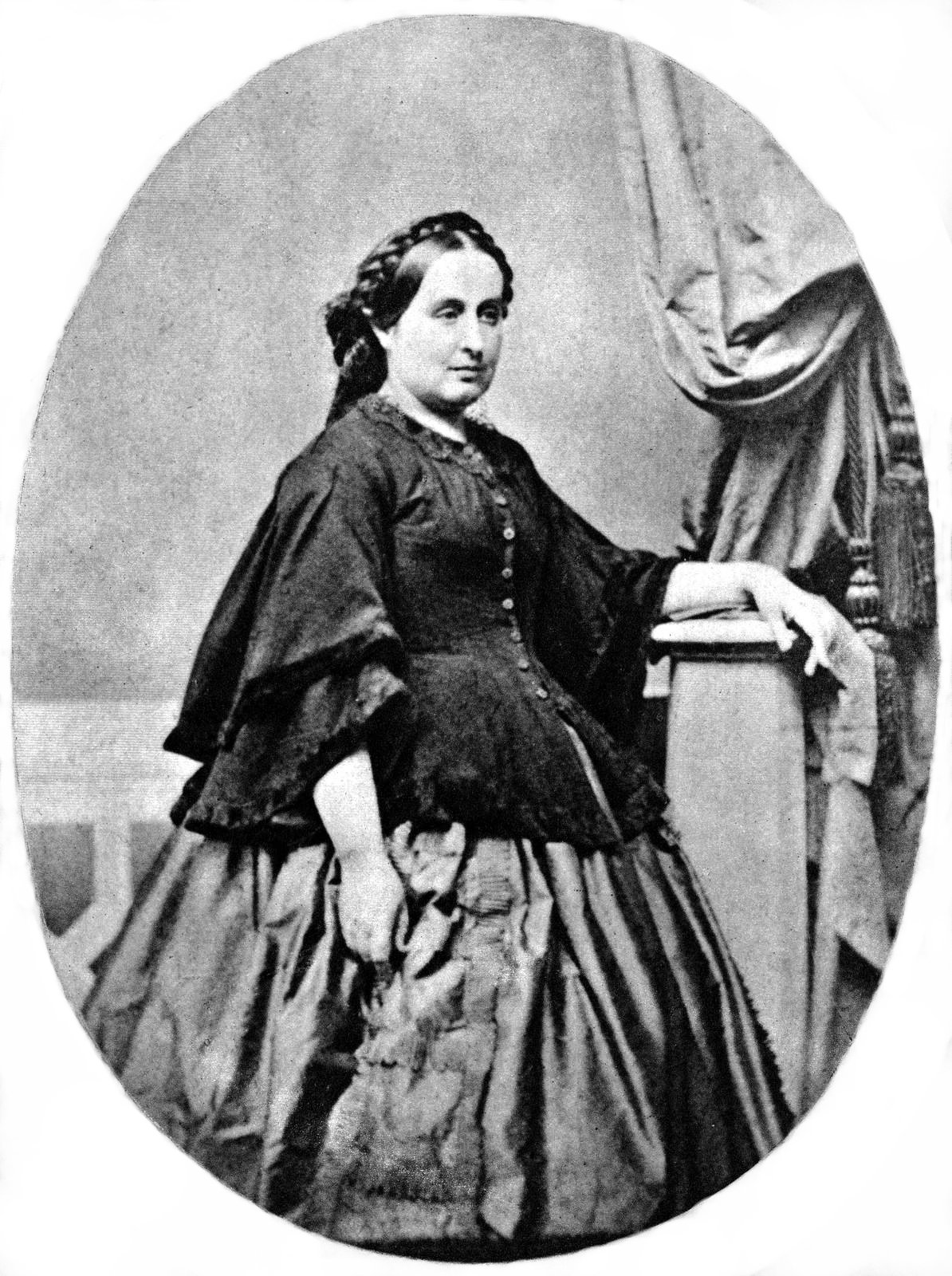
Karolina Světlá
Foto um 1860

Sie war vor allem von Božena Němcová beeinflusst. Wenn sie in ihren Werken ein soziales Thema behandelte (das machte sie relativ oft), reflektierte sie über Dienstmädchen genau wie über Familienmitglieder. Anfangs schrieb sie über das bürgerliche Prager Milieu, aus dem sie stammte. Die Světlá schuf mehrfach sogenannte Prager Prosa, aber diese war nicht so erfolgreich wie ihre freie Prosa.
- Černý Petříček – schildert das Leben eines Pferdehändlers auf dem Markt im alten Prag
- Upomínky – behandelt ihr Leben, das einer typischen Prager Familie in den 30er und 40er Jahren des 19. Jahrhunderts
- Zvonečková královna – Roman mit deutlich antikatholischer Tendenz
- První Češka – Roman über die schwierige Umsetzung des tschechischen Patriotismus in der deutsch dominierten Prager Gesellschaft

Ihre beliebteste Prosa ist die aus dem Jeschkengebirge, wohin sie 30 Jahre jeden Sommer fuhr – die sogenannte ještědské prózy. In ihr versuchte sie, die Leute auf dem Land zu charakterisieren und zugleich bestimmte moralische Fragen zu klären, die sie für wichtig erachtete. Die größte Aufmerksamkeit widmete sie der Geschlechterbeziehung – ihre Protagonisten sind immer Frauen, die ethisch und moralisch stark sind. Diese Frauen sind dazu fähig, ihre Liebe höheren Idealen zu opfern. Ihre Heldinnen sind meist unzufrieden mit ihrem Leben und finden ihr Glück nicht. An ihren Gestalten demonstriert die Světlá ihre Grundidee: wahrhaftiges Glück lässt sich nicht durch die Verletzung ethischer Regeln erreichen.
Die folgenden fünf Romane werden als Ještědské romány bezeichnet. In diesen Romanen steht die dörfliche Gesellschaft auf einer höheren ethischen Stufe als die Prager Bürger.
- Vesnický román – die Tragödie einer Ehe ohne Liebe. Sie zeigt hier das Beispiel einer ungleichen Ehe. Antoš Jirovec, der auf einem Schulzenhof arbeitet, nimmt sich nach dem Tod des Dorfschulzen dessen Witwe an. Diese versucht, den Antoš zu lieben, aber er hat wegen der Arbeit auf dem Gut keine Zeit für sie. Sie hat den Verdacht, dass er eine andere Frau hat und verdingt die Magd Sylva, die sich mit Antoš sehr nahekommt. Als die Frau den Hof verlässt, damit sie nicht von ihren Kindern mit den Pocken angesteckt wird, sorgt sich Sylva um sie und um Antoš. Auch als die Herrin stirbt, kann Sylva den Antoš nicht nehmen, weil sie ihr vor dem Tod versprochen hat, dass Antoš ihr treu bleibt.
- Kříž u potoka – die Hauptheldin Eva kämpft für Gleichberechtigung, es endet tragisch. Sie opfert ihre Liebe, um damit ihren Mann zu schützen.
- Nemodlenec (1873) – gegen katholischen Glaubenseifer, die Relativität der Werte (sie selbst verteidigte und feierte oft in ihren Werken die Angehörigen der Brüderunität)
- Frantina – Frantina war gewählte Dorfschulzin, im Anführer der Wilderer erkennt sie ihren Auserwählten und richtet ihn selbst hin
- Kantůrčice – behandelt das Problem der Stellung der Frau in der Gesellschaft
- Hubička a jiné ještědské povídky – Die Erzählung Hubička (Der Kuß) bearbeitete Eliška Krásnohorská als Libretto für die gleichnamige Oper von Bedřich Smetana. Der junge Bursche Lukáš verehelicht sich ohne Liebe, denkt aber weiter an seine Liebste Vendulka. Nach dem Tod seiner Ehefrau will er Vendulka heiraten, aber diese lehnt einen vorehelichen Kuss damit ab, dass das seine Frau verdrießen würde. Lukáš beginnt, sie zu necken und sie geht zu ihrer Tante, die mit gepaschter Ware hehlt. Lukáš sucht sie, und nach langer Zeit findet er sie. Vendulka küsst ihn dann und sie heiraten.
Im Buch sind noch weitere Erzählungen, die nicht an die Bedeutung von Hubička heranreichen (Přišla do rozumu, Selka, Večer u koryta, Námluvy, …)

### Erzählungen
Außer diesen Büchern schrieb sie eine ganze Reihe von Erzählungen (Společnice, Skalák, Cikánka, Lesní panna, …), die in vielen Zeitschriften (Světozor, Lumír, Máj, Kresby, Květy, …) veröffentlicht wurden.

### Briefwechsel
Ihre umfangreiche Korrespondenz mit ihrer Schwester Sofie Podlipská, ihrer jungen Freundin Eliška Krásnohorska sowie Jan Neruda ist erhalten geblieben.

## Anerkennung
In Böhmisch Aicha wurde 1919 das Regional-Museum nach ihr benannt und beherbergt auch ihren Nachlass.